# Conservación divina
En la teología cristiana, la conservación divina es el principio según el cual Dios es responsable de mantener la existencia continua del universo.
En términos teológicos (modernos), es la base de la conservación de la masa-energía, y los teólogos sostienen que este principio de la física por definición no se ocupa del «por qué» un sistema cerrado sigue existiendo, sino solo de «lo que ocurre dentro de él» mientras lo hace. Dios tiene un «poder conservador» que está siempre presente y se ejerce sobre toda la creación.
El estudioso de Leibniz Robert C. Sleigh Jr. ofrece un ejemplo de formalismo moderno de la conservación divina en dos tesis:
- Para cualquier sustancia individual finita x y tiempo t, si x existe en t, entonces Dios lo produce in toto[6] que x existe en t.[5]
- Para cualquier estado de cosas α y tiempo t, si α se obtiene en el mundo creado en t y α'obtenerse en t requiere una causa, entonces Dios hace que α se obtenga en t.[5]

Sleigh Jr denominó la primera tesis «conservación débil» y la segunda tesis «conservación fuerte». Todd Ryan adoptó posteriormente en gran medida la misma denominación de Sleigh Jr.
Se puede decir que pensadores como Descartes, Leibniz y Malebranche están de acuerdo con este formalismo moderno en diferentes grados. Una forma reducida del principio que anteriormente defendía Durán de San Porciano es denominada por Alfred J. Freddoso y otros «mera conservación».
En sentido contrario, algunos seguidores de Descartes, como Louis de La Forge y Antoine Le Grand, ampliaron el principio, al igual que Malebranche, al ocasionalismo.
Una tesis totalmente opuesta es la de la «inercia existencial.
La historia del concepto se remonta a Tomás de Aquino, e influyó en las primeras ideas científicas sobre las cantidades conservadas.
En el siglo XX, resurgió en popularidad en los círculos teológicos como una forma de que los teístas científicos armonizaran los principios científicos modernos con las doctrinas cristianas.
No solo como una forma de apoyar la evolución teísta a finales del siglo XX, en la década de 1950 proporcionó un apoyo teológico centenario al modelo de la Teoría del estado estacionario a través de los argumentos de Tomás de Aquino sobre la «creación continua» como un aspecto de la creación del universo por parte de Dios a partir de la nada.

## Como teología

### Ortodoxa
La conservación divina ha existido en varias confesiones de fe a lo largo de los siglos, incluyendo la “”Confessio Gallicana“” de 1858, el catecismo de la Iglesia católica y la Confesión Escocesa de 1560.
Las dos últimas sostienen que Dios garantiza la continuidad de la creación, para que no desaparezca toda la existencia. Tiene algunas raíces en la teología de Tomás de Aquino, quien sostenía que la providencia divina incorporaba la conservación También se propone en las Conimbricenses, en la Tercera meditación de René Descartes y en los primeros escritos de Immanuel Kant, quien presentó a Dios como Urheber und Erhalter (creador y conservador) del universo.
El principio sostiene que existe una diferencia entre la creación y la aniquilación, que implican crear algo de la nada y volver a reducirlo a la nada, y la construcción y la destrucción, que son transformaciones de materiales físicos.
Aunque las cosas naturales son capaces de lo segundo, el principio sostiene que solo Dios es capaz de lo primero.
Según este punto de vista, el universo natural no posee inherentemente un poder propio para seguir existiendo.
No existe ninguna función —por utilizar un ejemplo de Hugh J. McCann que apoya este punto de vista— que permita al Monte Everest continuar existiendo en el futuro, y los objetos naturales no tienen ningún mecanismo observable de autosustentación. Así, Dios realiza una acción continua de preservación de la Naturaleza después de la creación, de la misma manera que es la Naturaleza la que sustenta la preservación de una obra de arte una vez que el artista la ha creado. Así como la Naturaleza es la razón por la que persisten las creaciones humanas, Dios es la razón por la que persiste la propia Naturaleza. La conservación divina también se considera la razón por la que siguen existiendo entidades sobrenaturales que no tienen causas naturales, como los ángeles.
En otras palabras, Dios como causa primera no se considera solo el primer motor de una cadena de causa y efecto en el momento de la creación del universo, sino también como un creador más general y eterno (es decir, fuera del tiempo), cuya voluntad es que el universo funcione en todo momento y que la cadena de causa y efecto funcione en absoluto.
De hecho, esta última visión tuvo una gran influencia a principios del siglo XX (como lo ejemplifica Patrick Joseph Toner en la Enciclopedia Católica), cuando todavía era una idea dominante en la física que el universo pudiera tener una edad infinita; ya que en dicho modelo no existe una causa primera, pero sigue habiendo un argumento teológico según el cual es Dios quien mantiene la física en funcionamiento, creando así el universo no en un instante específico del tiempo, sino en todos los puntos, eternamente.
Pero no siempre fue así; Descartes y Pierre Gassendi debatieron si existía una diferencia entre el acto de creación de Dios y el acto de conservación, el primero argumentando que era evidente que ambos eran lo mismo, y el segundo argumentando que la conservación y la creación son dos cosas diferentes. En esto, Descartes estaba de acuerdo con la posición tradicional tomista. Al igual que Francisco Suárez, quien sostenía en sus Disputas que la creación y la conservación eran una y la misma cosa, discutiendo las contribuciones causales de Dios al universo en las disputas 20 a 22 y sosteniendo que la conservación era, de hecho, simplemente el acto único y continuo que comenzó con la creación.
La opinión de Aquino era la de una doctrina cristiana arraigada desde hacía mucho tiempo, que se remonta al Cuarto Concilio de Letrán se remonta a los tiempos de Juan Filópono y Tertuliano, según la cual Dios creó el mundo ex nihilo en un momento del pasado, y que la edad del universo es finita.
Esto contrastaba con el pensamiento filosófico griego de la época de los padres de la Iglesia, que sostenía que la materia era eterna y que el universo no tenía principio.
Hay apoyo bíblico para la conservación divina en la Epístola a los Hebreos, que afirma que el propio Aquino citó en Summa Theologica, parte 1, pregunta 104, artículo 1, que la naturaleza de Dios incorpora «el sostenimiento del universo mediante su palabra poderosa».
Aquino estaba de acuerdo en que el principio de la conservación divina permitía lógicamente un universo de edad infinita, ya que no requería que la creación tuviera un comienzo y Dios podía haberlo hecho «atemporalmente». creó un universo infinito a partir de la nada, pero defendió un universo finito como una cuestión de las Escrituras.

La opinión mayoritaria de la mayoría de los teólogos desde Tomás de Aquino ha sido que solo Dios tiene poderes de creación y conservación, y Tomás de Aquino sostenía que ningún ser distinto de Dios podía tener un poder de creación «ilimitado».
Otros posteriores, como Suárez, han sostenido que, aunque es «posible» que Dios pueda crear un ser que pueda crear y conservar por sí mismo, aunque argumentan que tal ser seguiría necesitando la concurrencia de Dios en cualquier acto de este tipo, Dios nunca lo ha hecho, lo que implica claramente que no es posible que exista tal ser.
Sin embargo, estas posiciones no constituyen por sí mismas un argumento completo a favor de la conservación, que Suárez amplió en la disputa 11 con un argumento según el cual la existencia depende tanto de la creación como de la conservación.

### Expansión, reducción y rechazo absoluto
Nicolas Malebranche, que defendía el ocasionalismo, argumentaba que la conservación divina equivale a la creación continua, en la medida en que la conservación implica necesariamente la creación de un objeto con todo su conjunto de propiedades, incluida su ubicación y sus relaciones con todos los demás objetos del universo.
De ello, argumentaba Malebranche, se deduce que las entidades creadas no tienen ninguna agencia causal.
A esto se opusieron Christian August Crusius y, más tarde, Kant; Crusius, basándose en que es imposible conocer el carácter interno de las acciones de Dios y, por lo tanto, determinar que la conservación es lo mismo que la creación, y Kant, basándose en que es una contradicción en términos y que «un comienzo continuo es contradictorio. No podemos concebirlo».
Jonathan Edwards también defendía el ocasionalismo y se enfrentó a las objeciones de Charles Hodge, similares a las que más tarde planteó Herman Bavinck.
El propio Bavinck mantuvo la visión ortodoxa y argumentó que era importante en la teología cristiana mantener una distinción entre creación y conservación, especialmente en oposición al panteísmo y al deísmo.
Su argumento de que existía una distinción se basaba en el relato del descanso de Dios, un período entre el final de la creación y el comienzo de la conservación, en el Libro del Génesis y el Libro del Éxodo.
Por otro lado, Durandus, que adoptó varias posiciones antitomaístas, coincidía con Tomás de Aquino en rechazar el ocasionalismo, pero discrepaba de su concepción de la conservación, en el sentido de que negaba la agencia a las creaciones de Dios; en su lugar, defendía la posición de la «mera conservación», que excluía cualquier noción de concurrencia divina, según la cual la conservación de Dios solo consistía en garantizar la continuidad de la existencia y el funcionamiento de la causa y el efecto.
Leibniz, que defendía la idea de la conservación, observó que había formas de malinterpretarla como una recreación repetida, momento a momento, de todo el universo a partir de la nada.
Jeffrey K. McDonough, de la Universidad de Harvard, que escribió sobre Leibniz, da a esto el nombre de «visión cinematográfica» de la conservación, por analogía con el cine y la persistencia de la visión.
También se conoce como ocasionalismo.
Esta visión fue rechazada enérgicamente por Leibniz porque no es «continua»; su idea del tiempo como un conjunto de instantes disjuntos le parecía tan errónea como la idea de que una línea continua consiste en un conjunto de puntos disjuntos.
La idea de Leibniz de una creación continua es más bien una ausencia de discontinuidades: que no hay ningún momento en la existencia de ninguna criatura creada en el que esta no dependa totalmente de la conservación de Dios para existir.
No todos los filósofos estaban de acuerdo con la conservación divina; Nicolaus Taurellus era uno de ellos.
En su “'Kosmologia”', Taurellus sostenía que la conservación divina contradecía la idea de que la Creación era perfecta, en la medida en que implicaba que el universo carecía de la capacidad de subsistir por sí mismo.
Esta visión elude el problema que la conservación divina plantea con el problema del mal y la existencia observable de un universo imperfecto.
Más allá incluso de la posición de Durando se encuentra la de la inercia existencial, expuesta por teólogos y filósofos modernos como Mortimer J. Adler en 1980 y John Beaudoin en 2007, que sostiene que las cosas creadas tienen una forma de inercia, por la cual simplemente «siguen existiendo» después de la creación, a menos que sean destruidas por Dios.

## Como ciencia

### Dios como conservador de las cantidades conservadas en la ciencia primitiva
El concepto de conservación divina estaba presente en las obras de Descartes, Gottfried Wilhelm Leibniz, George Berkeley, Jonathan Edwards y otros.
Prácticamente todos los eruditos teístas de la época aceptaban la conservación divina de una forma u otra.
Descartes sostenía en sus “”Principios“” que es Dios quien conserva la cantidad de movimiento.
Derivó esto directamente de la tesis de que Dios es perfecto e inmutable.
Leibniz discrepó de Descartes, basándose en los resultados de Galileo, y afirmó que era la vis viva la que se conservaba.
A su vez, relacionó esto con la conservación divina, no como la perfección momento a momento de la creación, sino como la creación del mejor mundo posible mediante el establecimiento de una creación con un orden regular en el que se conserva la vis viva.

### Adaptar la teología al conocimiento científico del siglo XX
A finales del siglo XX, la ciencia influyó a su vez en la teología, ya que la noción se popularizó entre los teólogos cristianos como una forma de conciliar la teología bíblica con la comprensión científica moderna de conceptos como la evolución, la llamada evolución teísta.
Emil Brunner argumentó que, dado el relato bíblico de la creación (en el Libro del Génesis) como una serie progresiva de pasos, de períodos que no son estrictamente «días», entonces la idea de la creación continua «no era ajena a la Biblia».
Ian A. McFarland también ha hablado de la creación divina y la conservación divina como «aspectos únicos de un único proyecto divino».
Aquino también había permitido a los teólogos señalar que el modelo del universo en estado estacionario no estaba en conflicto con la doctrina cristiana, ya que Aquino lo había admitido.
Tratada como una hipótesis científica, la conservación divina es incomprobable y infalsificable y, por lo tanto, queda fuera del ámbito de la investigación científica.
Sin embargo, Michael P. Levine, de la Universidad de Australia Occidental, señala que sigue siendo cuestionable desde el punto de vista filosófico.
En particular, depende en gran medida de una posición teísta; si se elimina la suposición tácita del teísmo, muchas de las afirmaciones de Descartes y otros se vuelven evidentemente falsas.
Por ejemplo, sin una base teísta, la afirmación de Descartes de que la conservación requiere el mismo poder que la creación se vuelve evidentemente falsa cuando se considera que no se necesita el mismo poder para mantener un objeto material en su lugar que para moverlo inicialmente a ese lugar.
En palabras de Levine, «no se necesita tanto esfuerzo o fuerza para mantener una casa en pie como para construirla, aunque a veces pueda parecerlo».
Sin embargo, Philip L. Quinn defendió la postura de que tampoco es «incompatible» con las leyes de conservación de la masa y la energía que pueda construir la física moderna.
Adolf Grünbaum argumentó que esto es erróneo, ya que los formalismos matemáticos ofrecidos por Quinn para estos conceptos teológicos con el fin de relacionarlos con la física son tan «oscuros y elusivos» que acaban careciendo de poder explicativo.
Grünbaum contradijo a Quinn, argumentando que ni el Big Bang ni los modelos de estado estacionario del universo son lógicamente compatibles con la afirmación de que la conservación divina y la creación continua son causalmente necesarias para el universo.
Grünbaum argumenta además que el principio de conservación de la masa-energía no solo se formula en física como una ley que surge de forma natural y que no necesita ningún apoyo, sino que, además, tal y como se enseña en los cursos de ciencias de primer año, afirma que la masa-energía «no puede crearse ni destruirse», lo que se opone directamente al argumento de que un ser divino tiene el poder de hacer precisamente eso.

## Lectura adicional
- Benedetto, A. J. (10 de febrero de 2025). «Conservation, Divine». New Catholic Encyclopedia (Gale).
- Quinn, Philip L. (1983). «Divine Conservation, Continuous Creation, and Human Action».  En Freddoso, Alfred J., ed. The Existence and Nature of God. Notre Dame: University of Notre Dame Press. pp. 55–79.
- Kvanvig, Jonathan L.; McCann, Hugh J. (1988). «Divine Conservation and the Persistence of the World».  En Morris, Thomas V., ed. Divine and Human Action: Essays in the Metaphysics of Theism. Ithaca, New York: Cornell University Press. pp. 13–49. ISBN 9781501746123.
- Freddoso, Alfred J. (1988). «Mediaeval Aristotelianisn and the case against Secondary Causation in Nature».  En Morris, Thomas V., ed. Divine and Human Action: Essays in the Metaphysics of Theism. Ithaca, New York: Cornell University Press. pp. 74–118. ISBN 9781501746123.
- Cocker, Benjamin Franklin (1875). «Conservation — The relation of God to the World». The Theistic Conception of the World. Harper. ISBN 9780837026985.
- Tuttle, Jacob (2021). «Durand and Suarez on Divine Causation».  En Ganssle, Gregory E., ed. Philosophical Essays on Divine Causation. Routledge Studies in the Philosophy of Religion. Taylor & Francis. pp. 82–101. ISBN 9781000530728.
- Buchdahl, Gerd (1969). Metaphysics And The Philosophy Of Science The Classical Origins Descartes To Kant. Cambridge, Massachusetts: MIT Press. (Conservación divina en Internet Archive)
- Beaudoin, John (2007). «The World's Continuance: Divine Conservation or Existential Inertia?». International Journal for Philosophy of Religion 61 (2): 83–98. doi:10.1007/s11153-007-9113-1.
- Adler, Mortimer J. (1980). How to Think about God: A Guide for the 20th Century Pagan. New York: Collier/Macmillan.